# Strophocactus wittii
Strophocactus wittii, conocida como flor de luna amazónica, es una especie de planta suculenta perteneciente a la familia de los cactus (Cactaceae), y es una de varias especies comúnmente llamadas flores de luna. Es una de las tres especies de cactus que se encuentran en la cuenca central del Amazonas.
Crece de forma epífita en los troncos de los árboles en los bosques inundados estacionalmente de la cuenca del Amazonas, que se inunda regularmente durante algunas semanas al año. En este tiempo, las semillas se propagan a través del agua, lo que es único dentro de la familia de los cactus.

## Descripción

### Características vegetativas
Strophocactus wittii crece como una epífita, arrastrándose y trepando por los árboles, Los tallos aplanados, ricamente ramificados, y con forma de hojas, son filoclados, y se presionan cerca de los troncos de los árboles de sus portadores y forman raíces aéreas a lo largo de su nervadura central. Cuando se exponen a la luz solar directa, los brotes elípticos a lanceolados de color verde oscuro se vuelven de color rojo apagado debido a la fuerte pigmentación de betalaína y, por lo tanto, son claramente visibles desde la distancia. Cada segmento es hasta 60 cm de largo y 6–14 cm de ancho, pero solo de 2 a 4 mm de espesor. Sus bordes están ligeramente dentados y están cubiertos de areolas lanudas blancas aproximadamente cada 8-10 mm. De las areolas surgen hasta espinas blanquecinas en forma de aguja hasta 12 mm de largo.

### Flores
Las flores en forma de bandeja son hasta 27 cm de longitud y alcanzan un diámetro de 12,5 cm. El tubo floral. largo y delgado mide solo 9 mm de diámetro. Los tépalos se extienden hasta quedar planos. Son de color blanco puro y reflejan intensamente la luz ultravioleta. El hipanto y el tubo floral son escamosos y están cubiertos de espinas parecidas a pelos. Los nectarios de la base de la flor secretan una gran cantidad de néctar claro. Los lóbulos del estigma y la parte inferior del estilo son verrugosos (papilosos). Los granos de polen de Strophocactus wittii son hexacolpados, es decir, tienen seis en lugar de tres pliegues germinales en la superficie de los granos de polen.
En su ubicación natural, Strophocactus wittii florece en mayo. En el cultivo de invernadero en Europa florece entre noviembre y febrero. Las flores solo abren por una noche. Por lo general, la flor comienza a abrirse después del atardecer y está completamente abierta en dos horas, cerrándose nuevamente al amanecer. Hasta que las flores están completamente abiertas, las flores desprenden inicialmente una fragancia intensa, que finalmente se convierte en un olor desagradable. Los componentes responsables del olor se han identificado como alcohol bencílico, benzoato de bencilo y salicilato de bencilo.

### Frutos y semillas
Las frutos son bayas alargadas, de color verdoso y espinosas de unos 3,5 cm de largo. Maduran en su ubicación natural en aproximadamente un año y luego se abren a lo largo de una abertura longitudinal. La pulpa contenida en la fruta es más bien seca. Las semillas, con forma de cáscara y de color negro-marrón brillante, miden aproximadamente 4 mm de largo y 2 mm de ancho. Esto las hace inusualmente grandes para las semillas de la familia de los cactus. El hilio y el micropilo de las semillas están unidos. La cubierta de la semilla es casi lisa. La parte principal de la semilla consiste en una capa de células muertas muy agrandadas que se encuentran en la parte superior y están llenas de aire, lo que permite que las semillas floten en el agua.

## Taxonomía

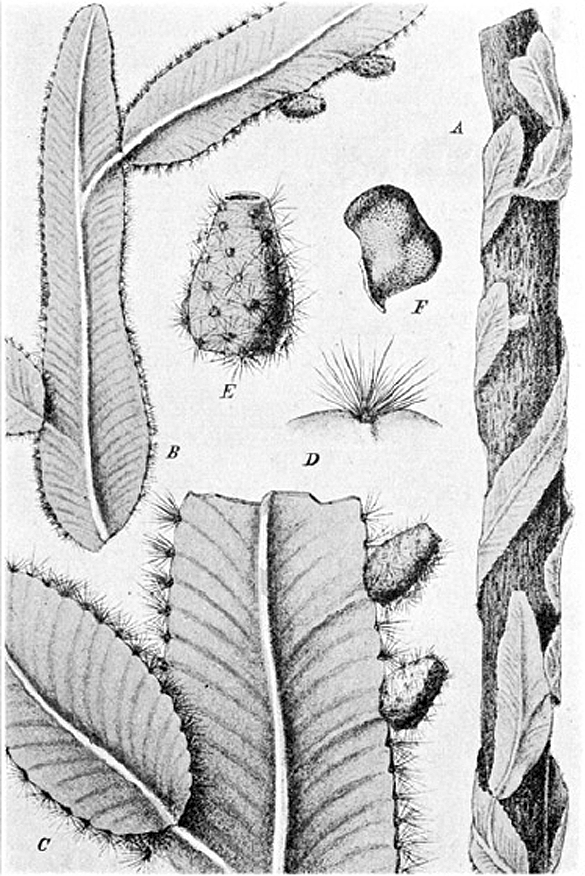
Panel de la primera descripción de la especie en Monatsschrift für Kakteenkunde, Karl Moritz Schumann, S. 153, Berlin, 1900.

La especie fue inicialmente descrita como Cereus wittii por Karl Moritz Schumann y publicado en Monatsschrift für Kakteenkunde 10: 154, en 1900, actualmente es tanto un sinónimo como el basónimo de esta. La ilustradora botánica Margaret Mee (1909 – 1988) pudo observar y dibujar la especie en su hábitat salvaje. El estudio principal sobre la biología, la ecología y la distribución de la especie fue realizado por Wilhelm Barthlott en 1997.
La posición sistemática de la especie ha sido discutida. Nathaniel Lord Britton y Joseph Nelson Rose crearon el género monotípico Strophocactus con la única especie Strophocactus wittii en Contributions from the United States National Herbarium 16(9): 262, t. 84, en 1913; Posteriormente, Gordon Douglas Rowley transfirió la especie al género Selenicereus debido a la estructura de las flores en Excelsa 12: 36, en 1986, nombre científico que también es un sinónimo actualmente. En 2003, Ralf Bauer sugirió que Strophocactus debería ser reconocido nuevamente y que Selenicereus wittii debería ser reclasificado en este género.

#### Etimología
Véase: Strophocactus
wittii: epíteto otorgado por Karl Moritz Schumann en honor a Nikolaus Heinrich Witt, empresario alemán y coleccionista de plantas aficionado, quien descubrió esta planta en 1899, en los bosques de Igapó del río Negro, cerca de Manaus, y la envió a Karl Moritz Schumann en Berlín-Dahlem, quien no pudo clasificarla hasta que recibió más especímenes, descubriendo frutos en ellos y finalmente pudo realizar una identificación taxonómica más precisa en otoño de 1900.

#### Filogenia
Un estudio de filogenética molecular de las Hylocereeae en 2017, mostró que el género ampliamente circunscrito Selenicereus no era monofilético, y tampoco lo era Strophocactus:
|  | Clado incluye Selenicereus wittii = Strophocactus wittii |
|  | |
|  | \| \| Clado incluye Strophocactus chontalensis y Strophocactus testudo \| \| \| \| \| \| Recircunscrito familia Hylocereeae, incluye Selenicereus \| \| \| \| |
|  | |
|  | Clado incluye Strophocactus chontalensis y Strophocactus testudo                                                                                              |
|  | |
|  | Recircunscrito familia Hylocereeae, incluye Selenicereus |
|  | |

|  | Clado incluye Strophocactus chontalensis y Strophocactus testudo |
|  |                                                                  |
|  | Recircunscrito familia Hylocereeae, incluye Selenicereus         |
|  |                                                                  |

Los autores volvieron a colocar a Selenicereus wittii en Strophocactus, junto con los antiguos Pseudoacanthocereus sicariguensis y P. brasiliensis, y excluyeron el género Strophocactus de Hylocereeae. La colocación como Strophocactus wittii fue aceptada por Plants of the World Online, a partir de febrero de 2021.

## Distribución
Strophocactus wittii es común en las selvas tropicales de la cuenca central del Amazonas a lo largo de los ríos de aguas negras. Allí la especie crece en abundancia en la zona de la copa de los bosques inundados temporalmente. El área de distribución se extiende a lo largo del río Negro y río Caquetá en Brasil, sobre el río Vaupés, el río Apaporis y Caquetá en Colombia hasta el noreste de Perú en la región de Loreto hasta la ciudad de Iquitos y probablemente incluye el área sur de la cuenca del Amazonas en Venezuela. Además de Strophocactus wittii, solo crecen allí las dos especies de cactus Rhipsalis baccifera y Epiphyllum phyllanthus.

## Ecología

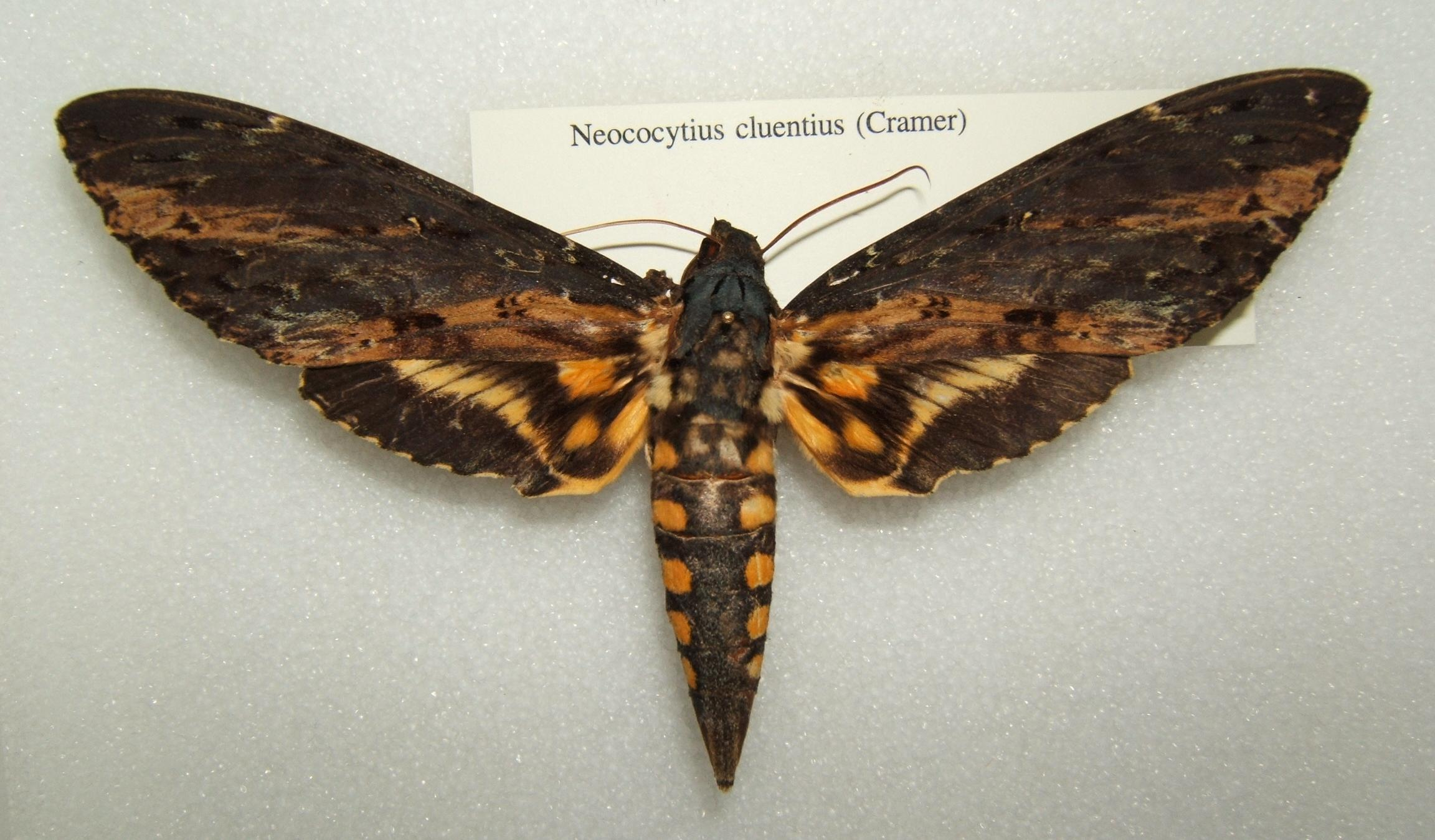
Neococytius cluentius, un posible polinizador de la especie.

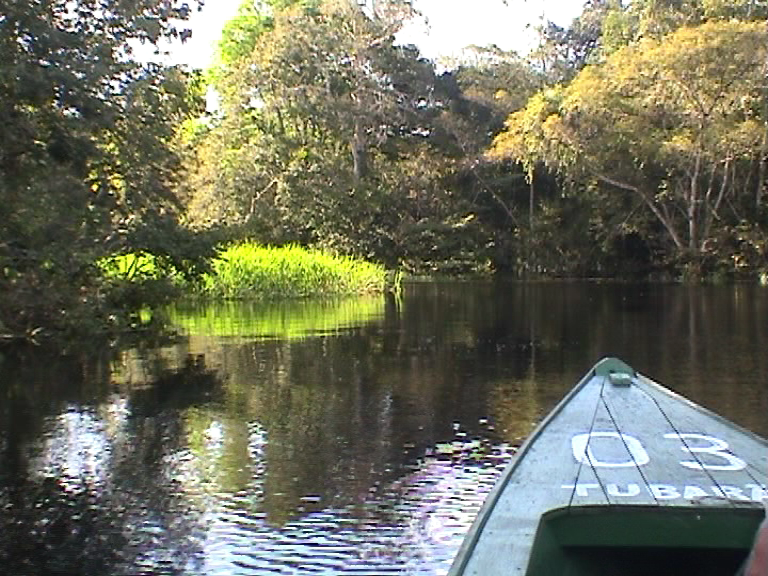
Las primeras plantas de Strophocactus wittii fueron descubiertas en el río Negro.

### Polinización
Ciertas características de las flores, por ejemplo, el color blanco puro, la longitud extrema del tubo de la flor, el aroma y la apertura nocturna, indican que las flores solo son polinizadas por polillas, en este caso de la familia Sphingidae. Sin embargo, todavía no se ha observado polinización en la naturaleza. Debido a la longitud del tubo de la flor, solo dos especies que se encuentran en el rango natural de Strophocactus wittii tienen una probóscide suficientemente larga (hasta 25 cm): Neococytius cluentius y Amphimoea walkeri.

### Propagación
La estructura de las semillas con sus grandes células exteriores llenas de aire de la cubierta de la semilla difiere de todos los demás tipos de cactus. Las semillas flotantes se dispersan por el agua (hidrocoria). La especie de orquídea epífita Galeandra devoniana, que también vive en los bosques de Igapó del río Negro, se propaga de esta manera, al igual que la Drosera amazónica.